# Acéruléoplasminémie
L’acéruléoplasminémie est une maladie génétique qui se caractérise par l'accumulation de fer dans le cerveau et dans les autres viscères. 

## Cause
Il s'agit d'une maladie à transmission autosomique récessive due à une mutation du gène de la céruléoplasmine (appelé également ferroxidase), perturbant le métabolisme du fer et conduisant à une accumulation de fer dans l'organisme. 
Il entraîne une perte de neurones au niveau des ganglions de la base, de cellules de Purkinje au niveau du cervelet et des déformations des astrocytes.

## Manifestations
Les manifestations de la maladie comprennent, une anémie, un diabète, une dégénérescence rétinienne dans trois-quarts des cas et des manifestations neurologiques apparaissant entre 25 et plus de 60 ans. Les signes neurologiques, présents dans la moitié des cas sont surtout des troubles cognitifs, des mouvements involontaires et une ataxie. Le premier signe de cette maladie est l'apparition d'une anémie précédant les manifestations neurologiques. Des troubles psychiatriques sont fréquents après 50 ans.

## Diagnostic
La biologie montre une disparition de la céruléoplasmine sanguine, de la concentration sanguine du fer, de la concentration sanguine du cuivre, une augmentation de la concentration sanguine de ferritine et de la concentration hépatique du fer. 
L'I.R.M montre les zones d'accumulation du fer dans le cerveau.

## Traitement
L'emploi de chélateurs du fer peut entraîner une aggravation de l'anémie et ne semble pas être efficace sur les symptômes neurologiques. L'administration de plasma frais congelé (contenant de la céruléoplasmine) avec un chélateur du fer permet de pallier cet inconvénient, avec une amélioration des signes neurologiques.
Les saignées, traitement pourtant classique des surcharges en fer, peuvent, par contre, aggraver la maladie.

## Sources
1. ↑  Miyajima H, Aceruloplasminemia, an iron metabolic disorder, Neuropathology, 2003;23:345-350
2. ↑  Bosio S, De Gobbi M, Roetto A et al. Anemia and iron overload due to compound heterozygosity for novel ceruloplasmin mutations, Blood, 2002;100:2246-2248
3. 1 2  McNeill A, Pandolfo M, Kuhn J, Shang H, Miyajima H, The neurological presentation of ceruloplasmin gene mutations, Eur Neurol, 2008;60:200-205
4. 1 2  Piperno A, Alessio M, Aceruloplasminemia: waiting for an efficient therapy, Front Neurosci, 2018;12:903-903
5. ↑  Yonekawa M, Okabe T, Asamoto Y, Ohta M, A case of hereditary ceruloplasmin deficiency with iron deposition in the brain associated with chorea, dementia, diabetes mellitus and retinal pigmentation: administration of fresh-frozen human plasma, Eur Neurol, 1999;42:157-162
6. ↑  Poli L, Alberici A, Buzzi P et al. Is aceruloplasminemia treatable? Combining iron chelation and fresh-frozen plasma treatment, Neurol Sci, 2017;38:357-360
7. ↑  Watanabe M, Ohyama K, Suzuki M et al. Aceruloplasminemia with abnormal compound heterozygous mutations developed neurological dysfunction during phlebotomy therapy, Intern Med, 2018;57:2713-2718

- (en) Online Mendelian Inheritance in Man, OMIM (TM). Johns Hopkins University, Baltimore, MD. MIM Number: 604290ncbi.nlm.nih.gov
- (en) Hiroaki Miyajima, Aceruloplasminemia in GeneTests: Medical Genetics Information Resource (database online). Copyright, University of Washington, Seattle. 1993-2006 genetests.org